# 東京都立足立高等学校
東京都立足立高等学校（とうきょうとりつあだちこうとうがっこう）は、東京都足立区中央本町一丁目に所在する都立高等学校。

## 概要
1911年に実業補習学校として開校。学校群制度下では江北高校と組んだ。2005年度に都の重点支援校に指定され、教員公募制の実施や2008年度からの標準服から制服への転換が行われている

## 沿革
- 1911年 - 千住町実業補習學校として設立。
- 1923年 - 千住町女子実業補習學校と改称。
- 1935年 - 東京市足立区千住女子実業補習學校と改称。程なく実科女学校へ昇格し、東京市足立実科女學校と改称。
- 1942年 - 高等女学校へ昇格し、東京市足立高等家政女學校と改称。
- 1943年 - 東京都立足立高等家政女學校と改称。
- 1946年 - 東京都立足立高等女學校と改称。
- 1947年 - 現在地へ移転。
- 1950年 - 東京都立足立高等学校と改称。男女共学開始。
- 1952年 - 学区合同選抜制度導入。
- 1967年 - 学校群制度導入、江北高校と53群を組む。
- 1969年12月15日 - ヘルメットとゲバ棒で武装した生徒ら10人が管理棟の入口を封鎖[1]。
- 1982年 - グループ合同選抜制度導入、江北・淵江・足立西・足立東・青井・足立新田の各校と52グループを組む。
- 1987年 - 校舎第1棟を改築。
- 1994年 - 単独選抜制度導入。
- 2005年 - 重点支援校に指定される。
- 2008年 - 標準服から制服へ転換する。

## 校歌
- 『東京都立足立高等学校校歌』（作詞：加藤道理、作曲：近衛秀麿）

## 交通
- 五反野駅より徒歩7分 梅島駅より徒歩10分
- 北千住駅・竹ノ塚駅より都営バス北47系統「都立足立高校」より徒歩1分
- 北千住駅より東武バス北11系統他「末広町」より徒歩6分

## 学校行事
- 4月 入学式、遠足
- 5月 定期考査
- 6月 体育祭
- 7月 定期考査
- 9月 芸術鑑賞会、弥生野祭
- 10月 秋季テスト
- 11月 2年修学旅行
- 12月 定期考査
- 1月 大学共通テスト、推薦入試
- 2月 合唱祭、一般入試、国立大学2次試験
- 3月 定期考査、卒業式

## 部活動
- バレーボール部
- バスケットボール部
- 軟式野球部
- 陸上競技部
- テニス部
- サッカー部
- ラグビー部
- バドミントン部
- 卓球部
- 剣道部
- 水泳部
- 吹奏楽部
- 演劇部
- 音楽村部
- 茶道部
- ストリングオーケストラ部
- くっきんぐ部
- 生物部
- 美術部
- 放送部
- 囲碁部
- イラスト同好会

## 著名な出身者
- ビートたけし（北野武）
- 鴨下一郎（政治家）
- 安生健（自然科学教育者）
- 青木一雄（医師）
- 浅井えり子（マラソン）
- 藤木千穂
- いとうしいな
- 滝沢秀一（マシンガンズ）